# Додзінсі

Символьна позначка ліцензії знака доджін, яка дозволяє вторинне створення без дозволу дублювання та дозволяє розповсюдження, крім цифрового, на конвенції додзінсі, незалежно від того, безкоштовне воно чи платне.

Доджінші або Додзінсі (яп. 同人誌,, どうじんし, «журнал однодумців») — аматорське видання або журнал літературних та мистецьких творів в Японії.

## Загальні відомості

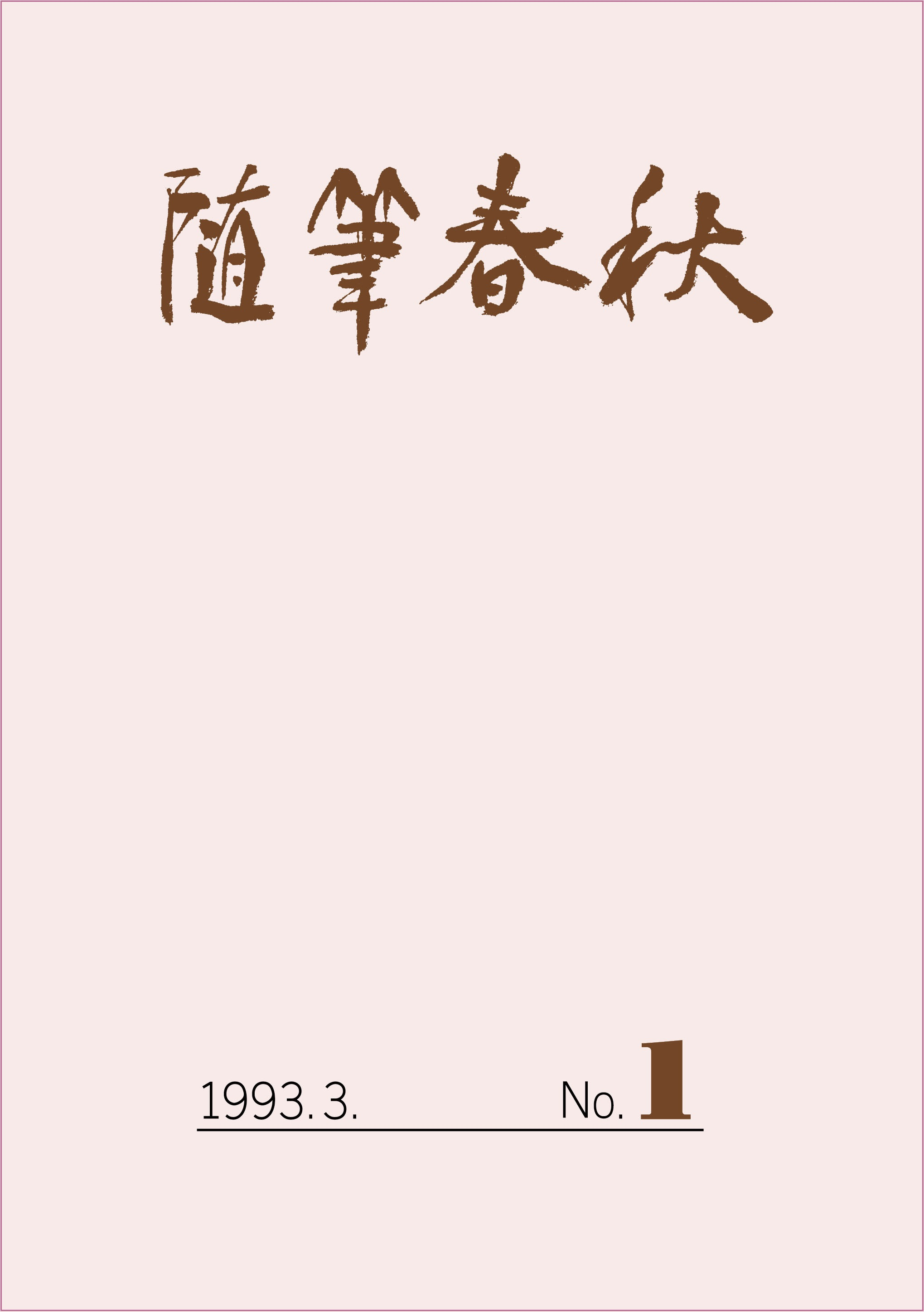
Цифрове відтворення обкладинки першого випуску додзінсі, опублікованого в 1993 році.

Додзінсі виник у середовищі любителів-літераторів, які видавали свої твори за власний кошт. Одним із відомих письменників, який публікував свої твори у таких любительських журналах був Акутаґава Рюноске. За японським законодавством, роботи додзінсі підпадають під сінкокудзай, що робить можливим притягнення до відповідальності автора тільки за наявності скарги від власника авторських прав. Це підтвердив Прем'єр-міністр Японії Абе Сіндзо.

#### Знак доджін
Щоб уникнути легальних проблему було створено знак доджін (яп. 同人マーク), формат ліцензії був натхнений Creative Commons.

## Манґа
Як правило додзінсі малюють любителі і видають незначними тиражами або ж за власний кошт, інколи в любительських журналах. Характерна ознака, що чітко розрізняє манґу та додзінсі це професійність видання. Тобто комікси видані у відомому журналі чи професійним видавництвом є манґою, а в любительських видавництвах — додзінсі. Втім малювати додзінсі можуть і професійні манґаки. Як правило це короткі пародії чи альтернативні сюжети на їхні власні манґи. Подібні додзінсі високо цінуються любителями і коштують незрівнянно дорожче «офіційних» видань. У сучасній Японії, за рахунок розростання ринку аніме та манґи, терміном додзінсі часто позначають аматорські комікси.

### Особливості додзінсі

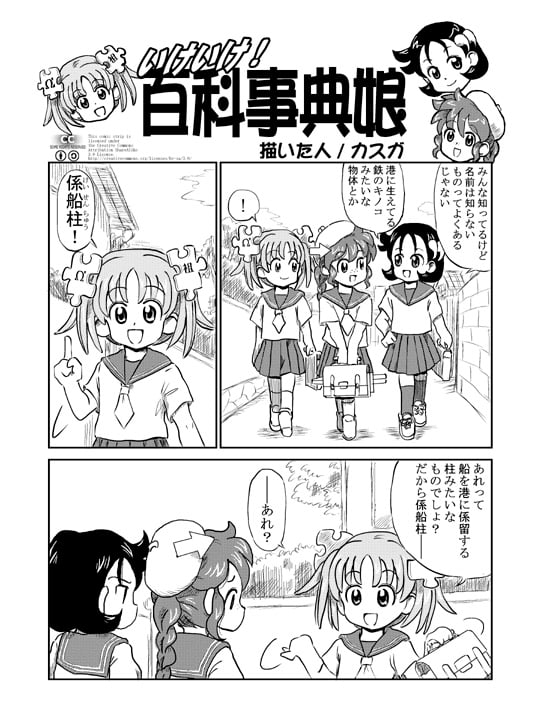
Перша сторінка з манги додзінсі про Wikipe-tan, Commons-tan і Wikiquote-tan.

Оскільки додзінсі малюють любителі, то цим зумовлено ряд притаманних рис.
Оскільки малюють непрофесіонали, якість малюнків зазвичай гірша, ніж в манзі, втім трапляються й дуже професійно зроблені роботи. Інколи навіть навпаки, оскільки на відміну від манґаки, на додзінсіку не тиснуть терміни здачі робіт, то малюнок відрізняється ретельністю та детальністю.
Наступною рисою додзінсі є в більшості неоригінальний характер. Як правило любитель малює не власний твір, а продовження відомої манґи чи твір за її мотивами, тобто фанфік, такі роботи називають «аніпаро». Як видавництва так і манґаки в Японії в цілому, вельми терпимо ставляться до подібної творчості. Вважається, що кількість додзінсі є свідченням популярності манґи, а також додатковим та безплатним засобом її просування (реклами). Втім це лише тенденція, і значна частина додзінсі є повністю самостійними оригінальними творами.
Ще однією з найхарактерніших особливостей додзінсі є велика частка робіт в жанрах хентаю, яою, юрі, ґуро, тощо. Навіть стверджують, що більшість додзінсі, саме до цих жанрів і належать. Особливо подібна спрямованість характерна для фанфіків.

## Відомі манґаки
- Адзума Кійохіко, автор Azumanga Daioh та Yotsuba& випускав додзінсі під псевдонімом A-Zone[8].
- Муракамі Макі[en], авторка Gravitation та Gamers' Heaven створює надвичайно сексуально відверті додзінсі для свого вузького кола Crocodile Ave. Деякі відомі роботи Remix Gravitation (Rimigra) та Megamix Gravitation[9].
- Група Clamp розпочинала свою діяльність як автори додзінсі під назвою Clamp Cluster.